# شریل میساک
شریل جی. میساک (انگلیسی: Cheryl J. Misak) یک فیلسوف کانادایی است که در پراگماتیسم، تاریخ فلسفه تحلیلی و اخلاق زیستی کار می‌کند. او استاد دانشگاه در دانشگاه تورنتو، عضو انجمن سلطنتی کانادا، و دریافت کننده بورسیه تحصیلی گوگنهایم در تاریخ فکری و فرهنگی است. در سال ۲۰۱۱، میساک به عنوان استاد دانشگاه تورنتو، رئیس انجمن چارلز اس. پیرس خدمت کرد. در دسامبر ۲۰۲۰، میساک مدیر موقت دانشکده امور جهانی مونک در دانشگاه تورنتو شد.
شریل میساک در لثبریج، آلبرتا بزرگ شد. او مدرک لیسانس خود را از دانشگاه لثبریج، فوق لیسانس خود را از دانشگاه کلمبیا و مدرک دکترای خود را از دانشگاه آکسفورد دریافت کرد.

## آثار
- Misak, Cheryl J. (2000). Truth, Politics, Morality: Pragmatism and Deliberation. Routledge. ISBN 978-0-203-16228-6. OCLC 179161004.
- Misak, Cheryl J. (2004). Truth and the End of Inquiry: A Peircean Account of Truth. Oxford University Press. ISBN 978-0-19-151963-5. OCLC 370946282.
- Misak, Cheryl, ed. (2004-07-12). The Cambridge Companion to Peirce. Cambridge University Press. doi:10.1017/ccol0521570069. ISBN 978-0-521-57006-0.
- Misak, Cheryl (August 2005). "ICU Psychosis and Patient Autonomy: Some Thoughts from the Inside". The Journal of Medicine and Philosophy. 30 (4): 411–430. doi:10.1080/03605310591008603. ISSN 0360-5310. PMID 16029990.
- Misak, Cheryl J. (2013). The American Pragmatists. Oxford University Press. ISBN 978-0-19-165138-0. OCLC 828143682.[۷]
- Misak, Cheryl J. (2016-10-18). Cambridge Pragmatism: From Peirce and James to Ramsey and Wittgenstein. Oxford University Press. ISBN 978-0-19-102004-9. OCLC 957738331.[۸][۹][۱۰]
- Misak, Cheryl J. (2020). Frank Ramsey: A Sheer Excess of Powers. Oxford University Press. ISBN 978-0-19-875535-7. OCLC 1102642049.[۱۱][۱۲][۱۳]